# MBC大学歌谣节
MBC大学歌谣节（韓語：MBC대학가요제，也译作“MBC韩国大学歌谣祭”）是韩国MBC文化广播公司在1977年到2012年间举办的面向韩国大学生的歌唱节目。首期节目于1977年9月3日播出，每年一届。此节目鼓励参赛学生演唱原创作品，在70–80年代很受欢迎，也因此发掘了很多优秀歌手，如申海澈、卢士燕、金庆皓等。90年代，随着电视节目的逐渐丰富，尤其是偶像团体的和电视海选节目的增加，MBC大学歌谣节的影响力开始下降。2012年，MBC决定停办2013年大学歌谣节。由于观众和大学歌手的抗议，MBC承诺在2014年恢复大学歌谣节。但是，由于缺乏优秀的新歌手和新歌曲，MBC大学歌谣节在2014年最终停办。

## 历届获奖歌手及作品
| 年份      | 大奖得主 | 大奖作品                          | 大奖得主大学                          |
| --------- | --- | --------------------------------- | ------------------------------------- |
| 1 (1977)  | Sand Pebbles乐队（샌드페블즈） 成员：李英得（이영득）、金英国（김영국）、 余丙燮（여병섭）、崔光锡（최광석）、金民秀（김민수）                      | 《나 어떡해》                     | 首尔大学                              |
| 2 (1978)  | 落潮乐队（썰물） 成员：成英浩（성영호）、文成周（문성주）、全宗裴（전종배）、 赵宜焕（조의환）、金成近（김성근）、尹丙真（윤병진）、张东仁（장동인) | 《밀려오는 파도 소리에》          | 釜山大学                              |
| 3 (1979)  | 金学来（김학래]]）、林喆友（임철우） | 《내가》                          | 明知大学                              |
| 4 (1980)  | 李范勇（이범용）、韩明薰（한명훈） | 《꿈의 대화》                     | 延世大学                              |
| 5 (1981)  | 郑武茶（정오차） | 《바윗돌》                        | 汉阳大学                              |
| 6 (1982)  | 赵正熙 | 《참새와 허수아비》               | 弘益大学                              |
| 7 (1983)  | 艾米丽乐队（에밀레） | 《그대 떠난 빈 들에 서서》        | 西江大学                              |
| 8 (1984)  | 李有真（이유진） | 《눈물 한방울로 사랑은 시작되고》 | 成均馆大学                            |
| 9 (1985)  | 最高地乐队（높은음자리） 成员：金章秀（김장수）、林恩熙（임은희)                                                                                    | 《바다에 누워》                   | 东义大学                              |
| 10 (1986) | 热量乐队（유열） | 《지금 그대로의 모습으로》        | 韩国外国语大学                        |
| 11 (1987) | 独件乐队（작품하나） | 《난 아직도 널》                  | 釜山大学外国语学院                    |
| 12 (1988) | 无限轨道乐队 成员：申海澈1、赵迥坤（조형곤）2、 赵贤瓒（조현찬）2、金在洪（김재홍）3、赵贤文（조현문）3                                             | 《致你》                          | 1 西江大学 2 延世大学 3 首尔大学      |
| 13 (1989) | 全宥娜 | 《사랑이라는 건》                 | 庆星大学                              |
| 14 (1990) | 阵雨乐队（소나기） | 《누군가》                        | 延世大学                              |
| 15 (1991) | 一支歌乐队（입셋노래하나） | 《추억의 거리》                   | 东义大学                              |
| 16 (1992) | 崔英秀（최영수） | 《어둠 속에서》                   | 庆南大学                              |
| 17 (1993) | 全蓝淮乐队（전람회） | 《꿈 속에서》                     | 延世大学                              |
| 18 (1994) | 李韩喆（이한철） | 《껍질을 깨고》                   | 岭南大学 (韩国)                       |
| 19 (1995) | 艾米丽乐队（에밀레） | 《살아가며》                      | 西江大学                              |
| 20 (1996) | 第十二主题乐队（열 두 번째 테마） | 《새로나기》                      | 成均馆大学 延世大学 汉阳大学          |
| 21 (1997) | 全善民（전선민） | 《꿈의 초상》                     | 蔚山大学                              |
| 22 (1998) | 蜂王浆乐队（로얄젤리） | 《사랑의 죄》                     | 首尔大学 首尔市立大学                 |
| 23 (1999) | 薛止贤（설지현） | 《작전 타임》                     | 昌原学院                              |
| 24 (2000) | 许丙旭 | 《푸념》                          | 梨花女子大学                          |
| 25 (2001) | 淋浴乐队 | 《청춘가》                        | 延世大学                              |
| 26 (2002) | 安世真 | 《You will find me》              | 庆北国立大学                          |
| 27 (2003) | Solenoid乐队 | 《강요》                          | 庆北国立大学                          |
| 28 (2004) | Scat乐队 | 《Stop》                          | 水原女子大学                          |
| 29 (2005) | Ex | 《잘 부탁드립니다》               | 庆北国立大学 大邱大学 岭南大学 (韩国) |
| 30 (2006) | JJMP乐队 | 《21살 이야기》                   | 庆熙大学                              |
| 31 (2007) | 乐队B2 | 《Y》                             | 汉阳女子大学                          |
| 32 (2008) | 派对猫乐队 | 《No turning back》               | 나사렛대학교 단국대학교 백석대학교    |
| 33 (2009) | 李姓女士乐队 | 《군계무학》                      | 梨花女子大学                          |
| 34 (2010) | 李仁世 | 《With You》                      | 哈林大学                              |
| 35 (2011) | Plain Note乐队 | 《백조의 노래》                   | 国民大学                              |
| 36 (2012) | 申文寿 | 《넥타이》                        | 广域大学                              |

## 相关文化作品
韩国电视剧《请回答1988》回顾了1988–1994年间的获奖歌手，并使用了以申海澈为首的无限轨道乐队的歌曲《致你（그대에게）》作为片头曲，该歌曲名亦作为第7集片名出现。